# Гиральд Камбрийский

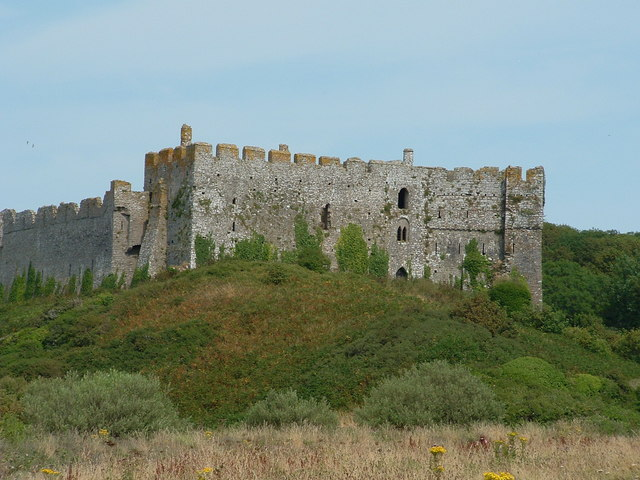
Замок Мэнорбир в Пембрукшире, Уэльс (первая пол. XII в.)

Ги́ральд (Ге́ральд) Камбри́йский (около 1146, Мэнорбир — около 1223, Линкольн; лат. Giraldus Cambrensis, валл. Gerallt Cymro, англ. Gerald of Wales, фр. Gerald de Barri) — средневековый английский и валлийский историк, хронист, географ и церковный писатель, автор исторических и географических описаний Уэльса и Ирландии.

## Биография

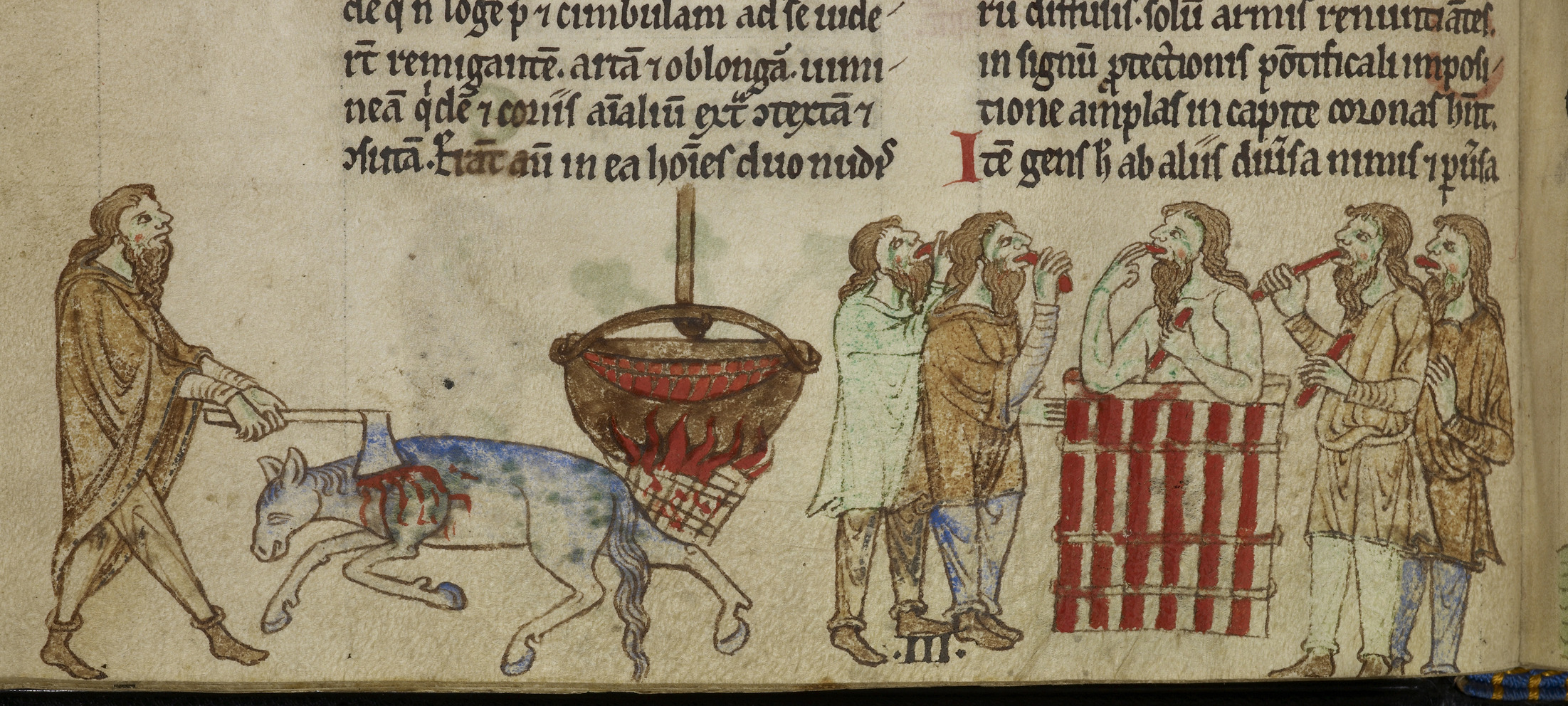
Миниатюра рукописи «Топографии Ирландии» Гиральда Камбрийского (1220). Британская библиотека

Родился около 1146 года в замке Мэнорбир в Пембрукшире в семье норманнского рыцаря Уильяма де Барри, одного из самых могущественных феодалов в Уэльсе того времени. По линии матери, знатной валлийки Ангарат Фицджеральд (валл. Angharad FitzGerald), являлся племянником Давида Фицджеральда, епископа в Сент-Дейвидсе, и внуком Джеральда Фицвальтера из Виндзора, кастеляна замка Пембрук, от Нест ферч Рис, дочери правителя Дехейбарта Риса ап Теудура, любовницы короля Генриха I Боклерка. Де Барри также считали себя родственниками внука Риса ап Теудура, лорда Риса.

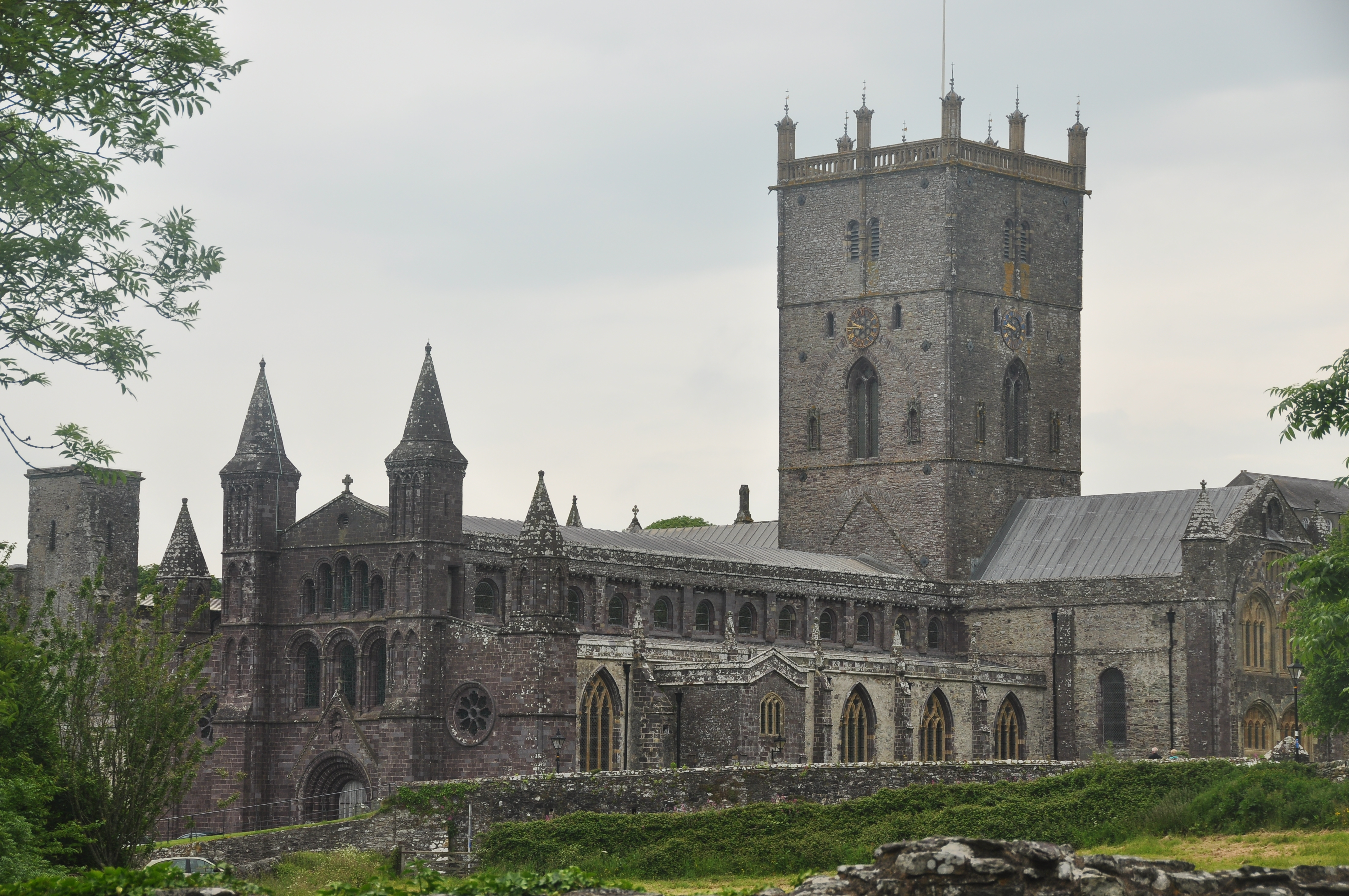
Собор Святого Давида в Сент-Дейвидсе в Пембрукшире (1181)

Смолоду выбрав духовную стезю под влиянием своего дяди-епископа, изучал тривиум (грамматику, диалектику и риторику) в Глостере, а позже в Париже. Его написанные около 1166 года латинские стихи свидетельствуют о глубоком изучении им классических поэтов. Вернувшись около 1172 года в Англию, был послан архиепископом Кентерберийским с церковными миссиями в Уэльс, где успешно боролся со злоупотреблениями, процветавшими в валлийской церкви, получив за это должность архидиакона Брекнока. После смерти в 1176 году своего дяди представлен был капитулом Генриху II Плантагенету как наиболее удачная кандидатура на место главы Сент-Дейвидской епархии, но его попытка стать епископом окончилась неудачей, возможно, из-за валлийской крови, и опасавшийся, вероятно, церковного сепаратизма король предпочёл ему одного из своих норманнских вассалов. Разочарованный Гиральд вернулся в Париж, где продолжил своё образование, изучая богословие и каноническое право, а в 1180 году вернулся в Уэльс, где назначен был комиссаром епископа Сент-Дейвида, преследовавшего местных каноников и архидиаконов, по попустительствовавшего расхитителям церквей и монастырей, добившись от последнего отмены ряда несправедливых приговоров.
В 1184 году стал капелланом короля Генриха и сопровождал принца Джона в его походе в Ирландию. Именно тогда впервые выступил как писатель, составив в 1188 году развёрнутый рассказ о том, что наблюдал в этом походе — «Топографию Ирландии» (лат. Topographia Hibernica). В этом обстоятельном труде, полным рассказов о чудесах, содержится немало ценных географических и этнографических сведений. Он подразделяется на три части, первая из которых включает обзор местоположения и размеров Ирландии, вторая — обозрение её природных богатств и достопримечательностей, и третья — описание нравов ирландцев. В следующем 1189 году «Топография Ирландии» публично зачитывалась автором в течение трёх дней в Оксфорде, в присутствии всех желающих, которым предлагалось богатое угощение; причём в первый день приглашены были городские бедняки, во второй преподаватели и лучшие их ученики, а в третий — остальные школяры, рыцари и буржуа. Вскоре появилось и описание Гиральдом завоевания Ирландии королём Генрихом — «Покорение Ирландии» (лат. Expugnatio Hibernica).
В том же 1188 году вместе с архиепископом Кентерберийским Болдуином Фордским отправился в путешествие по Уэльсу, целью которого было привлечение участников в Третий крестовый поход. Результатом стало создание двух ценнейших трудов — «Путешествия по Уэльсу» (лат. Itinerarium Cambriae, 1191) и «Описания Уэльса» (лат. Descriptio Cambriae, 1194). Несмотря всю свою идеологизированность и нестрогость к фактам, они остаются ценнейшим источником сведений о валлийской и норманнской истории и культуре того времени.
Вскоре после этого отправился во Францию вместе с главным юстициарием Ранульфом де Гленвилем и архиепископом, намереваясь написать историю крестового похода, но после известия о смерти короля Генриха (1189), по совету последнего, вернулся в Уэльс, чтобы поддерживать порядок в тамошней церкви. Заручившись поддержкой лорда-канцлера и главного юстициария королевства Уильяма де Лоншана, получил отпущение грехов за нарушение клятвы отправиться в паломничество в Святую землю, после чего в 1190 году ему предложены было епископства в Бангоре, а в 1191 году в Лландаффе (близ Кардиффа), от которых он, однако, благоразумно отказался.
В 1192 году фактически оказался в оппозиции, поскольку начавшаяся на континенте война между Ричардом Львиное Сердце и Филиппом Августом помешала ему продолжить образование в Париже, где он надеялся также обнародовать свои собственные книги, после чего он отправился в Линкольн, где оставался вплоть до смерти в 1198 году Сент-Дейвидского епископа Питера де Лея. Однако представившаяся после кончины последнего вторая возможность стать епископом вновь потерпела неудачу, вероятно, из-за недоверия к нему короля Ричарда. Несколько раз он, вновь заручившись поддержкой Сент-Дейвидского капитула, безуспешно опротестовывал это решение у архиепископа Кентерберийского Хьюберта Уолтера, предубеждённого против епископов-валлийцев, но, невзирая на обращения к папе и поддержку валлийских принцев, его усилия не имели успеха.
После этого, примирившись с королём и архиепископом, он получил возмещение своих расходов по искам, а также церковный доход в размере шестидесяти марок в год, и в 1203 году вернулся в Линкольн, уступив племяннику предложенную ему должность архидиакона и всецело сосредоточившись на литературном творчестве. Из-под его пера вышло ещё немало богословских и морально-дидактических трудов, а также политических трактатов, от автобиографии же его сохранилось лишь начало.
Пытаясь стать епископом Сент-Дейвидса, Гиральд преследовал, вероятно, цель сделать эту кафедру архиепископской, что поставило бы её вровень с Кентербери. Он трижды посещал Рим, чтобы добиться должности, но даже получив от него в подарок шесть книг, осторожный папа Иннокентий III не пожелал, чтобы валлийская церковь обрела независимость. Сам же Гиральд полагал, что его не назначали на эту кафедру, так как опасались политических последствий в боровшемся за свою независимость Уэльсе. Очевидно, его церковно-политические амбиции шли в разрез с объединительной политикой архиепископа Хьюберта, в частности, хронист Гервасий Кентерберийский называет величайшей заслугой последнего то, что он сохранил в подчинении у Кентербери семь епископств и подавил «мятежный ум» (лат. rebellem astutiam) Гиральда.
Последние годы жизни он провёл в покое и уединении, не принимая участия ни в избрании в 1207 году архиепископом Стефана Лэнгтона, ни в развязанной последним войне баронов с королём Иоанном, лишь в 1214 году сделав последнюю безуспешную попытку возглавить Сент-Дейвидскую епархию. Скончался около 1223 года, вероятно, в Линкольне, но похоронен был в соборе Святого Давида в Сент-Дейвидсе (Пембрукшир).

## Сочинения
Всего Гиральду бесспорно принадлежит не менее 20 сохранившихся трудов, в том числе хроник, житий, географических описаний, дорожных заметок, церковно-юридических памфлетов, посланий и латинских поэм, апологетических и полемических трактатов. Старейшие и наиболее полные рукописи его важнейших сочинений, «Топографии Ирландии» и «Завоевания Ирландии», хранятся в собрании Коттона Британской библиотеки.
Академическое семитомное издание трудов Гиральда для «Rolls Series» было подготовлено 1861—1877 годах историками Дж. С. Брюером и Дж. Ф. Димоком, за исключением «De Instructione Principum», выпущенном в 1891 году в восьмом заключительном томе Г. Ф. Уорнером. В предисловии Брюер и Димок справедливо отметили, что Гиральд «должен занять место в ряду тех, кто впервые указал на значение описательной географии и некотором смысле очертил её границы», а его «рассказ о стране и народе Уэльса достойно выдержит сравнение с любой попыткой топографического описания, которые делались как до него, так и в течение многих последующих веков». Исторические сочинения Гиральда были переизданы в 1894 году в Лондоне и Нью-Йорке под редакцией Томаса Райта.

## Список трудов
- Topographia Hibernica («Топография Ирландии», 1188)
- Expugnatio Hibernica («Завоевание Ирландии»)
- Itinerarium Cambriae («Путешествие по Уэльсу», 1191)
- Descriptio Cambriae («Описание Уэльса», 1194)
- Mirabilia urbis Romae («Достопримечательности города Рима», 1199)
- De instructione principis («О воспитании правителя»)
- De rebus a se gestis («О своих делах» — автобиография)
- De iure et statu Menevensis ecclesiae («О праве и положении церкви Меневии»)
- Gemma ecclesiastica («Драгоценность церкви»)
- Speculum ecclesiae («Церковное зерцало»)
- Symbolum electorum
- Invectiones
- Retractationes
- Speculum duorum
- Житие св. Гуго Линкольнского
- Житие Джеффри, архиепископа Йоркского
- Житие св. Этельберта
- Житие св. Ремигия
- Житие св. Давида[20]

Утраченные труды
- Vita sancti Karadoci («Житие св. Карадока»)
- De fidei fructu fideique defectu («О плодах и недостатке веры»)
- Cambriae mappa («Карта Уэльса»)

## Издания
- Giraldi Cambrensis Opera, ed. by John S. Brewer, James F. Dimock and George F. Warner. — Vol. I—VIII. — London: Longman, Green and Roberts, 1861—1891. (репринтное изд.: Cambridge University Press, 2002).
- The Historical Works of Giraldus Cambrensis / Ed. by Thomas Wright. — London & New York: George Bell & Sons, 1894. — 534 p.